# Uomini soli (singolo)
Uomini soli è un singolo dei Pooh, scritto da Roby Facchinetti e Valerio Negrini ed eseguito al Festival di Sanremo 1990, del quale risultò vincitore.

## Descrizione
Prima ed unica partecipazione del complesso alla kermesse ligure, la vittoria dei Pooh non suscitò particolare sorpresa. In quell'edizione fu anche interpretata da Dee Dee Bridgewater: il regolamento prevedeva infatti quell'anno che venisse anche eseguita una versione in inglese di tutti i venti motivi nell'ambito della categoria "Canzoni e cantanti - Star internazionali". Il titolo inglese è Angel of the Night.
Il brano, inserito nell'album omonimo, è cantato da tutti e quattro i musicisti; insieme con altre canzoni caratterizzate da questa particolarità fu incluso nell'antologia Ancora una notte insieme. Nell'album successivo dei Pooh, le atmosfere malinconiche della canzone sanremese riemersero nel pezzo Il cielo è blu sopra le nuvole, simile a Uomini soli. Il lato B del singolo è Concerto per un'oasi, originariamente pubblicato come singolo l'anno precedente.
Nel 2020 partecipa al concorso radiofonico I Love My Radio, a cui hanno preso parte in totale 45 canzoni.
Nel 2021, dopo lo scioglimento dei Pooh, Roby Facchinetti pubblica una nuova versione del brano da lui interpretata come solista, come primo singolo del suo album solista Symphony.

## Cover
Uomini soli è stata arrangiata in chiave rock dal chitarrista/turnista veronese Davide Zampieri, con alla voce la cantante Ilenia Mazzuccato, per la compilation Sanremo 65 del 2016 (Azzurra Music).
Sempre nel 2016 Hélène Ségara inserisce una cover del brano nel suo album Amaretti (Sony Music).
Uomini soli è stata interpretata in lingua napoletana da Mauro Nardi con il titolo di Uommene sule inserita nell'album 25 maggio 1990.
Nel 2024 un campione del verso «Ci sono uomini soli» cantato da Stefano D'Orazio viene incluso nel brano Soli di Marracash contenuto nell’album È finita la pace.

## Tracce
CD singolo
1. Uomini soli – 4:04
2. Concerto per un'oasi – 4:51
3. Donne italiane – 4:33

7"
- Lato A

1. Uomini soli – 4:04

- Lato B

1. Concerto per un'oasi – 4:45

Concerto per un'oasi, strumentale, era stato originariamente pubblicato come singolo l'anno precedente.

## Formazione
- Roby Facchinetti – voce, tastiera
- Dodi Battaglia – voce, chitarra acustica
- Stefano D'Orazio – voce, octopad
- Red Canzian – voce, contrabbasso elettrico

## Classifiche

### Classifiche settimanali
| Classifica (1990) | Posizione massima |
| ----------------- | ----------------- |
| Italia            | 2                 |

### Classifiche di fine anno
| Classifica (1990) | Posizione |
| ----------------- | --------- |
| Italia            | 11        |